# Candelaria, Quezon
The Đô thị Candelaria (Filipino: Bayan ng Candelaria) là một đô thị hạng 1 ở tỉnh Quezon, Philippines.

### Các đơn vị hành chính
Candelaria, về mặt hành chính, được chia thành 25 barangays.
| - Bukal Norte - Bukal Sur - Buenavista Đ - Buenavista West - Kinatihan I | - Kinatihan II - Malabanban Norte - Malabanban Sur - Mangilag Norte - Mangilag Sur | - Masalukot I - Masalukot II - Masalukot III - Masalukot IV - Masalukot V | - Masin Norte - Masin Sur - Mayabobo - Pahinga Norte - Pahinga Sur | - Poblacion - San Andres - San Isidro - Santa Catalina Norte - Santa Catalina Sur |